# Jovan Stanisavljević
Jovan Stanisavljević, poznatiji kao Čaruga (Bare, 2. veljače 1897. – Osijek, 27. veljače 1925.), bio je razbojnik koji je pljačkao na prostoru Slavonije i Like za vrijeme i nakon Prvoga svjetskog rata. U njegovo doba u narodu su o njemu i njegovim pothvatima stvorene brojne legende te su se o njemu prepričavale priče i nastajale pjesme o zaštitniku siromaha koji napada samo bogate, baš poput onog engleskog delije Robina Hooda. Predstavljao se raznim imenima u raznim prigodama, kao Jovo Stanisavljević, Nikola Drezgić i Milan Barić. Zvali su ga Gorski tić i Slavonski Robin Hood a ostao je zapamćen kao Čaruga. Ostalo je zapisano da je bio srednjeg rasta te da je imao crne brkove i kosu, tamne oči te bio vitak, hitar i brz na oružju. O njemu i njegovom odmetništvu napisano je više knjiga, komedija Ivana Kušana Čaruga praizvedena je 1976. godine u Teatru u gostima, redatelj Rajko Grlić snimio je 1991. godine igrani film Čaruga, a dokumentarne filmove snimili su karikaturist, strip-majstor, glazbenik i fotoreporter Antun Smajić (Legenda o Čarugi, 2006.) i redatelj Boris Šeper (Čaruga – ogledalo vremena, 2015.).

## Životopis
Jovan Stanisavljević rodio se 1897. godine u slavonskom selu Barama (danas: Slavonske Bare) nedaleko od Orahovice kao dijete Ike (rođ. Smiljanić) i Prokopija Stanisavljevića, Srba po nacionalnosti. Stanisavljevićeva obitelj u selu je bila poznata pod imenom Čaruga, bavila se svinjogojstvom te je slovila kao jedna od najbogatijih zadružnih kuća u tadašnjoj Virovitičkoj županiji u Austro-Ugarskoj. Do svoje desete godine Stanisavljević je bio posve obično i prosječno seosko dijete, a onda mu je 1907. godine umrla mati. Otac se potom nakon samo 4 tjedna ponovno vjenčao te mu je tako u obitelj došla maćeha. S maćehom se nikako nije slagao, a osim toga otac je odlučio kako Stanisavljević neće nastaviti školovanje a s čime se on nije htio pomiriti, te je otišao u Osijek na bravarski zanat.
Nesuđeni bravar bolje sreće nije bio ni u Osijeku jer školovanje prekinuo mu je Prvi svjetski rat i poziv za novačenje u Austro-Ugarsku vojsku, točnije 28. pukovniju domobranskog pješaštva. U vojsku odlazi 1915. godine. Potom je prebačen na bukovinsko bojište. Mladi Stanisavljević nije bio oduševljen prvom crtom na istočnom bojištu. Krivotvorio svoje isprave i postao ranjeni natporučnik Fett kojega su slali u pozadinu na liječenje i odmor po odobrenju satnika Horvata. To mu je omogućilo sigurno otići iz Osijeka, a krivotvoriteljske sklonosti i sposobnosti pružile su mu siguran izvor novčanih prihoda. Uskoro zatim (1916. godine) vratio se u Slavonske Bare. Iste godine počinio je svoje prvo ubojstvo. Ubio je mađarskoga vojnika, udvarača djevojke Katinke u koju je bio zaljubljen. Do kraja rata krio se po slavonskim šumama i preživljavao krivotvorenjem vojnih isprava. Kući se vratio 1918. godine i organizirao "Narodnu stražu" i bio je njezinim zapovjednikom kada je dao strijeljati ratara Stanka Bošnjaka. Zbog toga ubojstva je, kao sudionik, bio osuđen na četiri godine teške tamnice. Kaznu je izdržavao u kaznionici u Srijemskoj Mitrovici iz koje je pobjegao 1919. godine.
U kaznionici u Srijemskoj Mitrovici nije tretiran kao dezerter-ubojica nego kao običan kriminalac, iz čega je proizašao blaži zatvorski tretman. Stoga je jednog dana iskoristio prigodu za bijeg kada je doveden u zgradu Općine cijepati drva. Nakon što je Čaruga pobjegao, upravitelj zatvora Josip Furlanović raspisao je tjeralicu za njim u iznosu od 5.000 dinara. Nakon toga Čaruga se odmeće u šumu. Kako je zima bivala sve jača moralo se ulaziti u sela za prehraniti se. Navratio je i u svoje rodno selo, ali nije bio dobrodošao. Utočište nije mogao pronaći u selu, te se pridružio razbojničkoj družini Kolu gorskih tića pod vodstvom Bože Matijevića (zvanog Crveni Božo) koja je harala u okolici slavonskih planina Papuka i Krndije. 

### Ulazak uKolo gorskih tića
Članovi razbojničke družine Kola gorskih tića, kojoj je sada pristupio i Čaruga, bili su tzv. zeleni kaderaši koji su pod izlikom borbe protiv kapitalizma i promjene državnoga ustrojstva te stvaranja jedinstvene države Južnih Slavena, pljačkali bogate Slavonce. Božo Matijević i Jovan Stanisavljević sastavili su i njihov hajdučki zakon, statut Kola gorskih tića. Tako su se, primjerice, u ljeto 1920. godine preobukli u žandare i upali u selo Bokšić, orobili trgovca Ignaca Schlossbergera i ubili ga. Zatim su napali grofa Draškovića iz Slatine, opljačkali ga za 1000 kruna i naredili mu neka im isplati još 2000 kruna kada mu pošalju pismo. Nisu se ustručavali orobljavati ni svećenike, te su tako pokušali orobiti i zastrašiti svećenika u Punitovcima koji je uspio zbuniti jednog člana njihove odmetničke družine, izvjesnog Miju Rebića, koji se nakon toga neobavljena posla vratio u Crnu baru, šumu gdje im je bilo odmetničko sklonište. Zbog toga je, po zakonu družine, Mijo Rebić ubijen. Ubili su ga Čaruga i Božo Matijević.
Sve osornije razbojničko društvo svojim čestim krvavim pljačkaškim pohodima natjeralo je vlasti 1920. godine proglasiti izvanredno stanje u Slavoniji. Posljedica toga bila je pogibija Crvenog Bože u jednoj od žandarskih zasjeda. Vodstvo razbojničke skupine preuzeo je Čaruga, ali se ubrzo odlučio primiriti shvativši kako je situacija postala krajnje ozbiljnom. Prikrio se u mjestu Donjim Andrijevcima gdje je radio u pilani kao šumski radnik. Među šumskim nadničarima upoznao je šaroliko društvo među kojima je vrbovao nove pripadnike za svoju odmetničku družinu. U listopadu 1920. godine opljačkali su skladište tvrtke Gutman kod Nove Bukovice, a pred zimu u selu Poreču (kod Donjeg Miholjca) opljačkali su ciganskog kneza Stevu Šajna, otevši mu 16 000 dinara i ubivši mu sina. Pljačkaju potom i njegovog brata Tošu Šajna kojem kradu 32 000 dinara. Pred zimu Čaruga je raspustio družinu do proljeća 1921. godine.
Družina se okupila u proljeće, sada nešto veća i šarolikija. Pripremavši se za nove pljačkaške pohode Čaruga je za potrebe družine u Osijeku, u zavodu S. Weiss i D. Hermann, kupio nove žandarske odore. Obučena i naoružana banda 21. svibnja 1921. godine napala je drezinu pakračke tvrtke "Slaveks", kojom se vršio prijevoz plaća za radnike. Odmetnici u tom pljačkaškom pohodu ubili su činovnika Bertolda Bindera i vozača drezine Pavla Sekeljija, te pobjegli na Papuk s plijenom od 32 000 dinara. Banditska idila trajala je do ljeta 1921. godine kada je član bande Jozo Matota nesvjesno izdao njihovo skrovište žandaru prerušenome u seljaka, no uspjeli su kasnije uteći žandarima. Pri bijegu Matota je iskoristio trenutak kada ga nitko nije gledao i pobjegao je. Čaruga je čekao 24 sata no Matota se nije vratio, te je Čaruga obavijestio svoje hajduke kako se Matota ogriješio o zakon Kola gorskih tića i mora biti kažnjen. Na osnovu članka 8. zakona družine (Samovoljno udaljenje na 24 sata kažnjava se smrću. Izbjegavati borbu i službu bolešću ili ranom kažnjava se smrću.) Čaruga je ubio Matotu. Ubio ga je u selu Kreškoviću gdje se ovaj kod jataka skrivao i liječio od zadobivene rane. Čaruga nije trpio izdaju, ali ni suparništvo. Tako je ubio i Radu Ratkovića koji je pljačkao u okolici Kreškovića predstavljajući se kao Čaruga.
Potjere za Čarugom postale su sve češće, a glava mu je sve više visila o koncu te je Čaruga smislio novi plan. U srpnju 1922. godine otišao je u Zagreb gdje se, zahvaljujući razbojničkom plijenu, predstavio kao bogati gospodin iz Vinkovaca. U Zagrebu je živio mirnim životom i liječio se od sifilisa u bolnici u Vinogradskoj ulici. U Zagrebu je tada imao kratkotrajnu ljubavnu vezu sa šveljom Evom Švening koju je zarazio sifilisom. Prije ga je od sifilisa liječio liječnik iz Donjih Andrijevaca Mijo Pischl. Povjerenje koje je imao kod liječnika i njegove supruge išlo je čak dotle da im je čuvao sina kada su jednom otišli u neki posjet. Istodobno s jednim članom odmetičke družine, kojeg je predstavljao kao svog bratića Marka Drezgića, postao je vojni nabavljač 17. pješačkoga puka "Vojvoda Mišić". Međutim, nova uloga lojalnog i dobrostojećeg građanina bila je samo krinka jer se Čaruga i dalje bavio svojim prijašnjim poslom.

### Uhićenje i pogubljenje
Pohlepa Čaruge i drugova pokazala se kobnom 14. listopada 1923. godine kada je u Ivankovu (kod Vinkovaca) napao posjed vukovarskog grofa Eltza. Pokušali su obiti veliku čeličnu kasu, ali nisu uspjeli. Pri tome su ubili nadšumara Franju Pirkmayera, ali nisu opazili kako je stari kočijaš Mato Kaufman uspio kradomice pobjeći i pozvati žandare. Došlo je do oružanog sukoba, pljačkaši su pobjegli ali bez plijena. Nakon ovog zločina Čaruga je ucijenjen na 120 000 dinara, živ ili mrtav. Posljedica toga bilo je skoro Čarugino uhićenje. Dana 23. prosinca 1923. godine uhićen je u Vinkovcima kao Nikola Drezgić. S njim su uhićeni i Marko Drezgić iz Gračaca, Pavo Prpić iz Karlobaga te Mato Krmpotić iz Gospića. Njegovo pravo ime otkriveno je tek nakon 14 dana, nakon mučenja tijekom istrage, 6. siječnja 1924. godine u rano jutro. Nakon priznanja odao je istražiteljima i imena svih svojih ortaka i jataka. Priznao je i gotovo sva razbojstva počinjena u posljednje četiri godine u virovitičkoj županiji, Tompojevcima, Gunji i Ivankovu te ubojstvo nadšumara Pirkmayera, dok je ubojstvo narednika Tintora najodlučnije poricao što se kasnije u istrazi pokazalo točnim. Nakon priznanja zločina i provedene istrage Čaruga i njegovih jedanaest ortaka optuženi su da su u ranijem dogovoru i sporazumu, složivši se u razbojničku bandu, pod vodstvom Jovana Stanisavljevića Čaruge, naoružani vojnom opremom, počinili 28 nedjela: 2 grabežna i potajna umorstva, 4 grabežna umorstva, 4 obična umorstva, 15 razbojstava, 1 silovanje (Čaruga), 1 javno nasilje i prekršaj lažnoga predstavljanja. Nakon boravka u samici, za Čarugu, Pavla Prpića (velikog), Luku Šulentića, Marka Drezgića, Matu Krmpotića, Nikolu Mihaljevića i Ivana Selthofera predložena je kazna smrti vješanjem a za ostalu petoricu suradnika, Stjepana Šikića, Nikolu Prpića, Dragutina Kovačevića, Marka Bojanića i Juru Jurkovića predložena je kazna teške tamnice od deset do dvadeset godina. Čaruga, Pavo Prpić (veliki), Ivan Selthofer i Nikola Mihaljević osuđeni su na smrt vješanjem. Čaruga je proglašen krivim za sveukupno dvadeset i sedam nedjela, a oslobođen je samo od optužbe za silovanje. Nakon što je uložena žalba Ivanu Selthoferu i Nikoli Mihaljeviću kazna je smanjena a Čarugi i Prpiću Velikom presude su postale pravovaljane.
U zoru 27. veljače 1925. godine, u dvorištu Kraljevskog sudbenog stola u Osijeku vješala i više od 3000 ljudi čekali su na Jovana Stanisavljevića Čarugu. Kada ga je općinski činovnik prozvao: "Jovan Stanisavljević!", Čaruga je nadodao: Ja sam Jovan Stanisavljević Čaruga. Moj naklon, gospodine krvniče. Zbogom narode, Čaruga putuje!.
Pokopan je na osječkom groblju sv. Ane, a o njegovu grobu sada se brine Poglavarstvo grada Osijeka.

## Vanjske poveznice
- Smiljanić, Vlatko. Zločin i kazna Jovana Stanisavljevića Čaruge, // Polemos: časopis za interdisciplinarna istraživanja rata i mira, sv. 20, br. 39-40, (2017.), str. 29.-52. (Hrčak) PDF
- Feljton: Slavonija je četiri godine živjela u strahu od zloglasnog Čaruge, ulomci iz knjige Vlatka Smiljanića Čaruga – životopis slavonskoga razbojnika Jovana Stanisavljevića 1897. – 1925., objavljeno u Nacionalu br. 1220, 12. rujna 2021.